# Rode Leeuwen
Les Rode Leeuwen (« Lions rouges ») ont constitué entre 1968 et 1978 une première scission entre socialistes flamands et francophones dans l'arrondissement de Bruxelles-Hal-Vilvorde avant celle, définitive, du Parti socialiste belge (PSB-BSP) en PS francophone et SP flamand en 1978. 

## Manifest van Vlaamse Socialisten (1961) et Vlaams Socialistisch Congres (1967)
La réflexion idéologique au sein du mouvement socialiste flamand dans les années 1960 porte notamment sur une remise en question des relations entre socialisme et nationalisme, autour de la revue Links et de militants comme Julien Kuypers (1892-1967). Le 21 décembre 1961, un Manifest van Vlaamse Socialisten (manifeste des socialistes flamands) est élaboré, et en 1967 se tient un Vlaams Socialistisch Congres (congrès socialiste flamand) à Klemskerke, au cours duquel le « problème bruxellois » est évoqué.

## Création des Rode Leeuwen (1968)
En 1965, les députés sortants Hendrik (Rik) Fayat (1908-1997) et Frans Gelders (bourgmestre de Vilvorde), socialistes et Flamands, sont relégués à des places moins visibles, le parti ayant peur de perdre des électeurs au profit du nouveau parti francophone, le Front démocratique des francophones. Ils sont toutefois tous deux réélus grâce à leurs voix de préférence. 
En 1968, Fayat et Gelders sont à nouveau rejetés à des places non éligibles par le poll (vote interne sur la composition des listes de candidats) de la fédération bruxelloise du PSB-BSP, et avec le sénateur Piet Vermeylen (ancien ministre de l'Intérieur en 1947-1949 et en 1954-1958 et de la Justice en 1961-1965) et Marc Galle (1930-2007), membre du bureau du PSB-BSP, ils rassemblent le 5 mars à Vilvorde des militants socialistes flamingants autour de revendications comme la scission de l'arrondissement électoral de Bruxelles-Hal-Vilvorde et la scission de la province du Brabant en trois provinces. Le 7 mars, le bureau national du parti "prend acte" de la présentation de listes distinctes, sans les considérer comme dissidentes, et le conseil général du parti entérine cette décision le 11 mars,.
Ceux qu'on appellera bientôt les Rode Leeuwen (une dénomination dont Marc Galle revendiquera ultérieurement la paternité) présentent donc aux élections législatives du 31 mars 1968, à la Chambre et au Sénat, deux listes distinctes « Vlaamse Socialisten » (« Socialistes flamands ») de celles, pourtant bilingues, du PSB-BSP et font élire deux députés avec 5,45 % des voix, et un sénateur. Ces listes sont apparentées à celles présentées par le parti dans l'arrondissement de Louvain, alors que celles de la fédération le sont avec celles de l'arrondissement de Nivelles. Le PSB-BSP, par ailleurs concurrencé côté francophone par le Front démocratique des francophones, passe alors de 25,75 % et 9 députés en 1965 à 15,03 % et 5 députés en 1968, poursuivant son déclin (42,25 % en 1954, 40,02 % en 1958),. Après les élections, Piet Vermeylen entre au gouvernement comme ministre de l'Éducation nationale en Hendrik Fayat comme ministre du Commerce extérieur.
| Résultats des listes socialistes aux élections législatives dans l'arrondissement de Bruxelles-Hal-Vilvorde | Résultats des listes socialistes aux élections législatives dans l'arrondissement de Bruxelles-Hal-Vilvorde | Résultats des listes socialistes aux élections législatives dans l'arrondissement de Bruxelles-Hal-Vilvorde | Résultats des listes socialistes aux élections législatives dans l'arrondissement de Bruxelles-Hal-Vilvorde | Résultats des listes socialistes aux élections législatives dans l'arrondissement de Bruxelles-Hal-Vilvorde | Résultats des listes socialistes aux élections législatives dans l'arrondissement de Bruxelles-Hal-Vilvorde |        |
| --- | --- | --- | --- | --- | --- | ------ |
| | PSB-BSP | % | sièges | Vlaamse Socialisten - Rode Leeuwen                                                                          | % | sièges |
| 1965 | 214 191 | 25,75 % | 9 | - | - | -      |
| 1968 | 127 172 | 15,03 % | 5 | 46.065 | 5,45 % | 2      |
| 1971 | 128 961 | 15,35 % | 5 | 43 555 | 5,18 % | 1      |
| 1974 | 124 698 | 15,14 % | 6 | 35 112 | 4,26 % | 1      |
| 1977 | 99 444 | 11,8 % | 5 | 39 007 | 4,6 % | 1      |
| | PS | % | sièges | SP | % | sièges |
| 1978 | 87 407 | 10,6 % | 4 | 45 464 | 5,5 % | 2      |
| 1981 | 81.517 | 9,5 % | 4 | 54 228 | 6,3 % | 2      |

Lors des élections communales de 1970, la présence de listes des Rode Leeuwen aboutit uniquement, selon la fédération bruxelloise du PSB-BSP, à faire perdre des sièges aux listes "officielles", aboutissant par exemple à la fin de la majorité socialiste à Evere. La liste etterbeekoise était menée par un jeune politicien, Karel Van Miert, celle d'Evere, dont le succès fut le plus grand (près de 7 %), par Marc Galle.
Aux élections du conseil de l'agglomération bruxelloise en 1971, ils obtiennent une élue, Lydia De Pauw-Deveen.
Le PSB-BSP n'ira toutefois jamais jusqu'à l'exclusion des Rode Leeuwen, ceux-ci seront même reconnus en 1969 comme fédération flamande bruxelloise du parti qui devient en 1978 la fédération bruxelloise du SP. En 1974, un pré-SP se forme au sein du PSB-BSP, l'Overlegcomité van de Vlaamse Socialistische Federaties (conseil de coordination des fédérations socialistes flamandes) et la scission se rapproche avec le Vlaams Socialistisch Congres (congrès socialiste flamand) de Gand en 1976, et enfin celui de Malines en 1978.
Rik Fayat restera président des Rode Leeuwen même après la fin de sa carrière politique en 1973, jusqu'en 1977.

## Scission Flamands-francophones au niveau de la base et des élus socialistes
La population bruxelloise autochtone et assimilée, surtout dans les milieux populaires, comprend un certain nombre de personnes bilingues néerlandais - français pratiquant la triglossie dialecte bruxellois (flamand brabançon) - néerlandais - français, ce qui a pour effet que leur identité ethnonationale au regard du clivage francophones/Flamands reste assez floue et, pour les plus âgés surtout, ne les intéresse tout simplement pas puisqu'ils se définissent comme belges et bruxellois (à l'instar de ces habitants germanisés de Memel qui se définissaient comme « Memellois » plutôt que comme « Allemands » lors du recensement de 1925). Ceci ne concerne pas (sauf exceptions) les habitants des communes non bruxelloises de l'arrondissement de Bruxelles-Hal-Vilvorde.
C'est ainsi que, lors de la scission du PSB-BSP, des sections du SP se sont mises en place dans plusieurs communes bruxelloises mais un nombre indéterminé de Flamands bilingues sont demeurés au sein des sections PS, considérées comme seules héritières légitimes du Parti ouvrier belge et du PSB-BSP unitaire. Les drapeaux du parti unitaire continuaient d'ailleurs à être arborés lors de cortèges du 1er mai ou de rencontres locales au moins jusqu'en 1991, soit 13 ans après la scission, et à Saint-Josse la section du PS est encore dénommée actuellement par ses membres « la Ligue » ou « Ligue ouvrière », la structure fondée en 1883-1884, avant même la création du Parti ouvrier belge (1885) !
Par ailleurs, cette identité ethnonationale floue et un parfait bilinguisme a permis à certains de choisir un parti lors de la scission, puis de passer à l'autre ultérieurement, c'est par exemple le cas d'André Liefferinckx, naguère conseiller communal SP à Jette, puis échevin PS dans la même commune. Il arrive également qu'on rencontre des francophones dans des sections du SP (aujourd'hui SP.A) pour des motifs de type affectif ou clientéliste. Plus récemment, toujours à Jette, au lendemain des élections communales de 2006, l'ex-échevin Werner Daem est également passé du SP.A au PS avec 31 des 40 personnes présentes à un comité élargi organisé au sein de la section du SP.A de Jette, déclarant « Je ne veux pas tomber dans le communautarisme. Mon parti, désormais, est celui d'Elio Di Rupo. » . 
L'évocation du spectre des « listes ethniques », brandi dans les années 1980-1990 par certains socialistes bruxellois francophones comme Charles Picqué, bourgmestre de Saint-Gilles puis ministre-président de la région de Bruxelles-Capitale, pour justifier leur refus de l'extension du droit de vote aux résidents étrangers a probablement convaincu de nombreux militants du PS, jamais remis du traumatisme de l'épisode des Rode Leeuwen et de la scission de 1978, de s'opposer à ce droit de vote lors du congrès de 1986 et pendant les dix années qui ont suivi.